# Chandāb
Chandāb (persiska: گَنداب, چَنداب, Gandāb, چنداب) är en ort i Iran.   Den ligger i provinsen Semnan, i den centrala delen av landet, 60 km sydost om huvudstaden Teheran. Chandāb ligger 1 155 meter över havet och antalet invånare är 425.
Terrängen runt Chandāb är kuperad åt nordost, men åt sydväst är den platt.Runt Chandāb är det glesbefolkat, med 9 invånare per kvadratkilometer. Närmaste större samhälle är Sharīfābād, 13,6 km väster om Chandāb. Trakten runt Chandāb består i huvudsak av gräsmarker.